# Fjalar e Galar

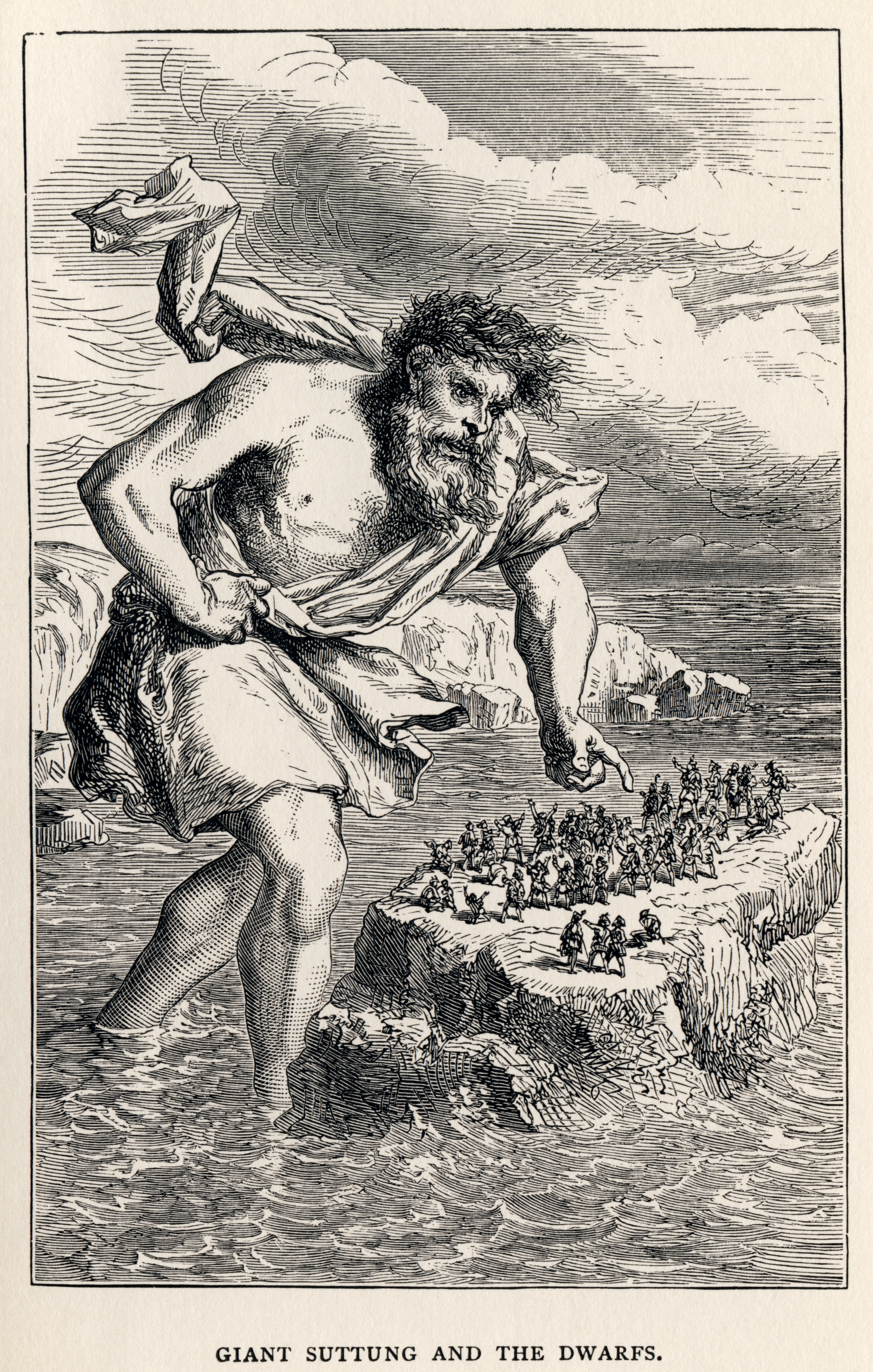
Il gigante Suttung e i nani di Louis Huard. Quando Suttungr mise i nani su una roccia che stava per essere sommersa, hanno trattato per la loro vita offrendogli l'idromele della poesia.

Nella mitologia norrena, Fjalar e suo fratello Galar, erano nani malvagi che uccisero Kvasir e trasformarono il suo sangue nell'idromele della poesia, che ispirava i poeti. Sono apparsi nello Skáldskaparmál.

## Mito
Fjalar e Galar uccisero un gigante di nome Gilling, insieme a sua moglie. Il loro figlio, Suttungr, andò alla ricerca dei suoi genitori e minacciò i fratelli nani, che gli offrirono il magico idromele in cambio della vita. Suttungr lo prese e lo nascose nel cuore di una montagna, con sua figlia, Gunnlöð, a fare da guardia.
In seguito Odino decise di impadronirsi dell'idromele. Lavorò per Baugi, il fratello di Suttungr, per un'estate intera, e dopo chiese un piccolo sorso dell'idromele. Baugi penetrò nella montagna ma Odino si trasformò in un serpente e strisciò all'interno. Una volta dentro, sedusse Gunnlöð e la persuase a darle tre sorsi; Odino quindi bevve tutto l'idromele, si trasformò in un'aquila e fuggì.